# Саша Барон Коен
Саша Ноам Барон Коен (енгл. Sacha Noam Baron Cohen; Лондон, 13. октобар 1971) енглески је комичар и глумац. Најпознатији је по тумачењу три комична лика — Али Џи (Ем-си гангстер), Борат (репортер из Казахстана) и Бруно (аустријски модни репортер хомосексуалац).

## Породица
Рођен је у јеврејској породици; други је син од тројице синова Џералда Барона Коена и његове жене Данијеле. Његов отац, Јеврејин пореклом из Велса, има продавницу гардеробе за мушкарце у Лондону, док је Сашина мајка Израелка иранског порекла.
Саша Барон Коен је рођак професора Универзитета у Кембриџу Сајмона Барона-Коена.
Петнаестог марта 2010. године се венчао са аустралијском глумицом Ајлом Фишер.

## Каријера
Године 1994. британски Канал 4 (Channel 4) тражио је замену за водитеља емисије Реч (The Word). Коен им је послао видео-касету на којој глуми измишљени лик ТВ водитеља Криста из Албаније (који је касније постао Борат из Казахстана) и то се свидело једним од продуцената емисије, који га је запамтио и запослио чим се указала прилика.
Ускоро је лик Али Џи почео да се појављује на „Дневнику у 11“ на Каналу 4. Године 2000. почиње серија „Али Џи шоу“ која је 2001. године освојила БАФТА награду за најбољу комичну серију на телевизији. Године 2002. Али Џи је био главни лик филма Ali G Indahouse. а 2003. серија почиње да се емитује у САД.
Као и његов идол Питер Селерс, Барон Коен користи различите акценте и одећу за своје ликове.
Трећег новембра 2006. у биоскопима почиње да се приказује филм Борат: Културно уздизање у Америци за прављење користи славне нације Казахстана у којем главну улогу игра Саша Коен као репортер из Казахстана.

## Филмографија
| Улоге Саше Барона Коена |                                           |                                             |                                      | |
| Година                  | Српски назив                              | Изворни назив                               | Улога                                | Напомена |
| 1995.                   |                                           |                                             | жртва егзекуције                     | ТВ филм |
| 1995.                   |                                           | Pump TV                                     | водитељ                              | |
| 1996.                   |                                           |                                             | неименовани лик                      | кратки филм |
| 1998.                   |                                           |                                             | Али Џи                               | ТВ специјал |
| 1998—1999.              |                                           |                                             | Али Џи                               | 8 епизода; такође сценариста |
| 2000.                   |                                           |                                             | Вини                                 | |
| 2000.                   |                                           |                                             | Али Џи, Борат Сагдијев, Бруно Гехард | |
| 2002.                   | Али Џи у парламенту                       |                                             | Али Џи, Борат Сагдијев               | такође сценариста и извршни продуцент |
| 2003.                   |                                           |                                             | Џејмс Бонд (Али Џи)                  | кратки филм; такође сценариста и извршни продуцент |
| 2003—2004.              |                                           |                                             | Али Џи, Борат Сагдијев, Бруно Гехард | 12 епизода; такође сценариста и извршни продуцент |
| 2005.                   |                                           |                                             | Ларијев водич                        | епизода: The End |
| 2005.                   | Мадагаскар                                |                                             | краљ Џулијен XIII                    | глас |
| 2006.                   |                                           | Talladega Nights: The Ballad of Ricky Bobby | Џин Џирард                           | МТВ филмска награда за најбољи пољубац, са Вилом Ферелом |
| 2006.                   |                                           |                                             | Борат Сагдијев                       | ТВ специјал |
| 2006.                   | Борат                                     |                                             | Борат Сагдијев                       | такође сценариста и продуцент; Златни глобус за најбољег главног глумца у играном филму (мјузикл или комедија), Награда Филмске критичарске асоцијације Лос Анђелеса за најбољег глумца, Награда Онлајн филмског критичарског друштва за најбољи први перформанс, Награда Филмског критичарског круга Сан Франциска за најбољег глумца, Награда Филмске критичарске асоцијације Торонта за најбољег глумца; номинација — Оскар за најбољи адаптирани сценарио, номинација — Награда Филмске критичарске асоцијације Централног Охаја за глумца године, номинација — Награда Филмске критичарске асоцијације Чикага за најобећавајућијег глумца, номинација — Награда Емпајер за најбољег глумца, номинација — Ирска филмска и телевизијска награда за најбољег међународног глумца, номинација — Награда Филмског критичарског круга Лондона за најбољег британског глумца године, номинација — Награда Филмског критичарског круга Њујорка за најбољег глумца, номинација — Награда Онлајн филмског критичарског друштва за најбољег глумца, номинација — Награда Сателит за најбољег глумца |
| 2007.                   | Свини Тод: Паклени берберин из улице Флит |                                             | сињор Адолфо Пирели                  | |
| 2008.                   | Мадагаскар 2: Бег у Африку                |                                             | краљ Џулијен XIII                    | глас |
| 2009.                   | Бруно                                     |                                             | Бруно Гехард                         | такође сценариста и продуцент |
| 2010.                   | Симпсонови                                |                                             | Јакоб                                | глас; епизода: The Greatest Story Ever D'ohed |
| 2011.                   | Иго                                       |                                             | инспектор Густав                     | |
| 2012.                   | Диктатор                                  |                                             | адмирал-генерал Хафаз Аладин         | такође сценариста и продуцент |
| 2012.                   | Мадагаскар 3: Најтраженији у Европи       |                                             | краљ Џулијен XIII                    | глас |
| 2012.                   | Јадници                                   |                                             | г. Тенардје                          | Награда Националног одбора за рецензију за најбољег глумца, Награда Сателит за најбољу поставу у играном филму, Награда Филмске критичарске асоцијације подручја Дистрикта Вашингтон за најбољи ансамбл; номинација — Награда Филмске критичарске асоцијације емитера за најбољи глумачки ансамбл, номинација — Награда Филмског критичарског друштва Феникса за најбољу поставу, номинација — Награда Филмског критичарског друштва Сан Дијега за најбољи перформанс ансамбла, номинација — Награда Еснафа филмских глумаца за истакнут перформанс поставе у играном филму |
| 2013.                   |                                           |                                             | Рони Телман                          | епизода: Chapter 29 |
| 2013.                   | Спикер 2: Легенда се наставља             |                                             | репортер Би-Би-Си њуза               | камео |
| 2016.                   | Гримзби                                   |                                             | Карл Ален „Ноби” Бачер               | такође сценариста и продуцент |
| 2016.                   | Алиса иза огледала                        |                                             | Време                                | |
| 2016.                   |                                           |                                             | Човек без уста                       | кратки филм |
| 2020.                   | Борат: Накнадни филм                      |                                             | Борат Сагдијев                       | |